# Francisco Botelho (capitão)
Francisco Botelho (Aldeia Galega do Ribatejo, c. 1510 - depois de 1548), comendador de S. Martinho de Santarém, estribeiro mor do Infante D. Fernando, filho de D. Manuel I, "embaixador" extraordinário do rei D. João III a Roma, e Capitão de Tânger. 

## Fez
Nos Anais de Arzila,David Lopes, cita uma carta do capitão de Arzila Sebastião de Vargas "a el-rei D. João III. : Em Dezembro de 1539 Francisco Botelho, mandado a Fez para tratar certos negócios, foi sempre acompanhado dele nas suas visitas a el-rei. (...). — El-rei (de Fez) respondeu, finalmente, à matéria a que viera Francisco Botelho, e essa resposta manda-a juntamente, tresladada do árabe por êle ( Sebastião de Vargas) e assinada por el-rei, que assim quis dar-lhe uma prova de confiança. — El-rei (de Fez) desejou também pedir certo favor a sua alteza e isso escreveu na mesma resposta referida." A carta  enviada em 9 de Fevereiro de 1540, foi  "Recebida a ij (2) d abril em Lixboa per Francisco Botelho."   
Por aí, e pelo que vem a seguir, vê-se que Francisco Botelho era homem de confiança do Rei.

## Roma
Alexandre Herculano conta como, em agosto de 1542, o rei D. João III "despachara para Roma Francisco Botelho, não na qualidade de embaixador, mas como simples mandatário. Ia encarregado de apresentar ao pontífice  correspondência apreendida aos cristãos-novos e ao Cardeal Da Silva".
A época em Portugal era à multiplicação das inquisições. Em Roma os judeus eram protegidos do Cardeal Da Silva - antigo bispo de Viseu, que tinha sido feito cardeal pelo Papa em 1539 (confirmado em 1541), contra a vontade do rei, que queria que fosse eleito seu irmão D. Henrique -,  que intercedia por eles contra os males que sofriam com a Inquisição em Portugal.
A intervenção do cardeal resultou na decisão de enviar um núncio examinar os actos dos inquisidores. Era ele Luiz Lipomano, bispo de Bergamo. Despachou-se  então  uma carta d’elrei para o novo núncio: "Intimava-lhe elrei em termos moderados, mas firmes, que não prosseguisse avante sem que recebesse novas ordens do papa, a quem ele escrevia sobre os inconvenientes da sua vinda (...), e Luiz Lipomano não se atreveu a transpor a fronteira de Portugal."
Francisco Botelho foi então enviado a Roma com algumas cartas, que se tinham misteriosamente apreendido a um correio vindo de Flandres. Eram dois maços de cartas : "um dirigido a Nuno Henriques, mercador hebreu de Lisboa; outro a mestre Jorge Leão, um dos homens mais influentes entre os cristãos-novos." numa carta "dirigida a mestre Jorge dizia o procurador dos cristãos-novos que ao homem de Viseu se devia muito, porque o ajudava como bom amigo (...).  Abertos, não só os maços, mas também (...) cinco cartas sem direção, achou-se que estas eram em cifra. As palavras homem de Viseu fizeram crer que a misteriosa correspondência fosse do cardeal da Silva." 
Foram decifradas : "Dir-se-ia serem feitas de propósito para as circunstâncias. Pelo seu teor e estilo, era claramente autor delas o bispo de Viseu. Numa gabava-se da sua influência na corte de Roma, e da resolução em que se estava de proceder contra elrei e contra o reino (...). Referia como o papa procurara, por diversas vias, fazer com que elrei se emendasse da irregularidade do seu procedimento (...). Triunfaria a justiça ; nem a tal respeito havia de que duvidar". 
"Já se tinha expedido uma bula para suspender os actos arbitrários da Inquisição." Contava-se com as "providências gerais" que isentariam ou perdoariam famílias hebréias. "Estas providências dependiam inteiramente da chegada do coadjutor de Bergamo a Portugal. Era nisto que estava cifrada a comum salvação". Estas cartas assim apreendidas, além de outras de vários cristãos-novos, (...) , justificavam qualquer procedimento enérgico da parte d’elrei. Obstar à entrada do núncio pareceu desde logo urgente", e enviar as cartas ao papa.
"As instruções dadas a Francisco Botelho tinham por objeto fazer com que o papa ouvisse a leitura dos papéis de que ele era encarregado e que nunca devia largar de sua mão, levando transumptos em italiano, de que se podiam tirar cópias. Proibiam-se-lhe quaisquer explicações dadas em nome d’elrei, ordenava-se-lhe que só se demorasse em Roma se o papa assim lh’o ordenasse. Nesta hipótese, nem com ele, nem com o cardeal Farnese, nem com pessoa alguma debateria oficialmente a questão da vinda do núncio, ou qualquer matéria que se referisse a D. Miguel da Silva (com quem nunca devia avistar-se), sem que, contudo, deixasse de falar energicamente naqueles assuntos como simples particular. Neste mesmo carácter, as instruções especificavam o que lhe cumpria dizer, de maneira que não comprometesse a corte de Lisboa, e não se inferisse das suas palavras que havia intenção de ceder."
Francisco Botelho chegou a Roma e obtêve "em breve uma audiência de Paulo III para apresentar os documentos de que era portador. Não parece que estes produzissem grande abalo no ânimo do pontífice, o qual dormitava enquanto o seu secretário os lia. Botelho fingiu não menor indiferença e despediu-se apenas acabou a leitura. Foi o que fez impressão no papa, que, porventura, esperava uma dessas cenas violentas a que estava costumado com os ministros de Portugal. Vendo-o disposto a sair, Paulo III perguntou-lhe se nada mais queria dele. Respondeu friamente que elrei a nada mais o enviava, e que, se havia tardado um pouco em desempenhar a missão e em voltar ao seu país, fora pelas dificuldades do trânsito e por um acidente que no caminho lhe sobreviera. Não pôde o papa ocultar o seu despeito a vista daquela isenção. Mostrou-se altamente queixoso do obstáculo que se pusera à entrada do bispo de Bergamo em Portugal. Botelho replicou que desse negócio sabia apenas o que corria entre o vulgo. Dizia-se que o núncio era pago pelos cristãos-novos, e (...)as cartas que ele trazia, provavam que as vozes do povo não eram infundadas."
"A resposta de Paulo III foi uma larga apologia do bispo de Bergamo (...). Quanto aos fins com que o enviara, protestava que fora unicamente para tratar com elrei a matéria do futuro concílio (...). Sem sair do seu papel de simples mensageiro, Francisco Botelho dirigiu-se depois aos diversos cardeais para quem levava cartas d’elrei, mostrando a cada um deles os papéis apreendidos. Diligenciou o papa sopitar o escândalo por intervenção de Santiquatro ; mas Francisco Botelho atinha-se às ordens que recebera e insinuava que, depois de dar conhecimento a cada cardeal em particular das cartas de D. Miguel, havia de apresentá-las em pleno consistório. Tornava-se pois necessário transigir." Pier Domenico, "criaturo" do rei de Portugal e inteiramente dedicado a ele, como seu agente ordinário em Roma, foi escolhido para enviado a D. João III e para levar conjuntamente ordens ao bispo de Bergamo, retido em Castela, a fim de que se limitasse, entrando em Portugal, a tratar dos assuntos relativos à reunião do futuro concílio (...). A missão de Pier Domenico aplanou todas as dificuldades. Tranquilizaram-se os ânimos com a segurança de que o núncio se absteria de intervir nas questões dos cristãos-novos, e elrei pôde obter a certeza de que não se entabolariam negociações a respeito do cardeal da Silva."

## Capitão de Tânger
Francisco Botelho tomou possessão do governo de Tânger em 3 de Março de 1546, sucedendo a João de Meneses . D. João saiu para o reino poucos dias mais tarde.
Era Francisco Botelho,  "homem prudente e maduro",  e começou "por tratar  da seguridade da praça, e conservação das pessoas,  como têm mandado os reis, e darles campos e terras para herva e lenha,  antes de se ocupar de incursões aos mouros, fazendo incursões à Berbéria. Mas, chegando a saber que sua prudencia era mal interpretada dos soldados, dos quais, uns desejavam a luta pelas suas honras, e outros por seus interesses, soube escondelo, até encontrar ocasião oportuna para recuperar seu crédito.
"Não esperou muitos dias. Aprendendo por un judio, que os mouros estavam no acampamento de Seguedelim, sem dar a ninguêm conta mandou tocar de noite a trombeta no meio do mais profundo silêncio. Ajuntou-se o público, surpreso pela novidade, e o capitão, guardando o mesmo silencio, mandou aos almocadems que lhe conduzissem até aquelas partes.
"Logo que chegou foi em pessoa reconhecer o acampamento. Voltou então aos eus e disse-lhes que agora veria se os que falavam tanto na cidade esforçavam-se da mesma maneira  no campo ; que aqueles eram os mouros que vinham buscar, e que seria o primeiro a ataca-los : que os que trabalhassem como cavaleiros, teriam prémio e honra, e os que fizessem o contrario, castigo e infamia. Dando logo esporas ao cavalo, seguiram-no quase todos, animados por seu exemplo. Pelejaram com tal decisão que , encontrando os mouros assustados e confusos pela escuridão da noite, o som das trombetas, as vozes e os ruídos da luta, fugiram sem opor  resistência. Muitos morreram, outros foram feitos prisioneiros, com grande número de cavalos e outros despojos. Com este sucesso, o capitão voltou triunfante á cidade, alegre e, convencendo-se o povo de quanto se enganara em formar-se um juizo tão diferente do que a experiência ensinou.
"Em julho do ano seguinte Francisco Botelho reuniu-se com Dom Francisco Coutinho, que governava Arzila. Ambos fizeram incursão na Berberia, percorreram o país, mataram alguns Mouros, fizeram cativos a treze, e repartidos os espólios, regressaram a suas praças.
"Tornaram a se unir em janeiro de 1548, e obtendo grande espólio, depois de um feliz exito como o anterior, voltaram para suas praças. [ Numa carta enviada por Francisco ao rei em 28 de Janeiro de 1548, "agradece-lhe os louvores que lhe deu da vitória que êle e D. Francisco, capitão de Arzila, tiveram dos mouros no campo de Alexarife. — Soube de boa fonte que em Larache estavam navios de Tetuão, Salé e do próprio Larache, prestes a sair. Previne-o disso, porque no Estreito havia apenas um navio da armada; e os navios que demandam o porto devem vir precavidos. ] 
"Posteriormente, Francisco Botelho governou na paz, sem que nada aconteça que vale a pena mencionar, e assim terminou seu mandato.
"Foi sucedido por D. Pedro de Meneses, que, chegando em 14 de novembro de 1548, assumiu o governo no dia 18 do mês seguinte. Não sabemos a causa desse atraso, poderá sêr por alguma infirmidade ou outro impedimento, se não foi cortesia com seu antecessor. De qualquer forma, não é corrente um tal atraso."

## Genealogia
Francisco Botelho, era filho de  Diogo Botelho, guarda-roupa e camareiro do infante D. Luiz pelo menos de 1518 a 1524, e neto de Pedro Botelho, escudeiro, que era morador em Vila de Rei (Besteiros, Viseu), quando a 27.5.1472 foi nomeado coudel de Besteiros e seu termo. Foi ele o tronco dos condes de S. Miguel . Foi pai de Diogo Botelho, governador do Brasil, e avô de Nuno Álvares Botelho governador da Índia.
diz a Corografia portugueza, que "Fez a capela do convento de Benfica".